# Pittsburg (Californië)
Pittsburg is een stad in Contra Costa County in Californië in de VS. Het werd gesticht in 1839 en had een hele serie namen voor de inwoners voor Pittsburg stemden op 11 februari 1911 ter ere van Pittsburgh.

## Geografie
Pittsburg bevindt zich op 38°0′54″Noord, 121°53′33″West. De totale oppervlakte bedraagt 43,6 km² (16,8 mijl²) waarvan 40,4 km² (15,6 mijl²) land is en 3,2 km² (1,2 mijl²) of 7.25% water is.

## Demografie
Volgens de census van 2000 bedroeg de bevolkingsdichtheid 1405,0/km² (3639,0/mijl²) en bedroeg het totale bevolkingsaantal 56.769 als volgt onderverdeeld naar etniciteit:
- 43,53% blanken
- 18,89% zwarten of Afrikaanse Amerikanen
- 0,75% inheemse Amerikanen
- 12,65% Aziaten
- 0,86% mensen afkomstig van eilanden in de Grote Oceaan
- 16,11% andere
- 7,22% twee of meer rassen
- 32,21% Spaans of Latino

Er waren 17.741 gezinnen en 13.483 families in Pittsburg. De gemiddelde gezinsgrootte bedroeg 3,17.

## Plaatsen in de nabije omgeving
De onderstaande figuur toont nabijgelegen plaatsen in een straal van 16 km rond Pittsburg.